# 白俄羅斯—立陶宛關係
白俄罗斯-立陶宛关系是白俄罗斯和立陶宛之间的外交关系。1991年10月24日，即苏联解体后不久，两国建立了外交关系。两国共有680（420英里）的共同边界。维尔纽斯拥有多个白俄罗斯公民社会组织，如 歐洲人文大學。立陶宛也有一些白俄罗斯难民，如斯维特兰娜·格奥尔基耶娃·季哈诺夫斯卡娅，两国也有一些共同的民族英雄，如康斯坦蒂·卡林诺夫斯基，维尔纽斯一直是白俄罗斯文学的发源地。
在立陶宛鄰國中，白俄罗斯是其共享國界中最長的一個。对白俄罗斯来说，这是其第三长的边界。维尔纽斯是离明斯克最近的欧盟成员国首都。立陶宛也是白俄罗斯人主要的外国购物和航空中转中心（途经维尔纽斯和考纳斯机场）。

## 历史
目前这两个国家的领土曾经都是立陶宛王国、立陶宛大公国（随后是波兰-立陶宛联邦）、俄罗斯帝国和苏联（第一次世界大战后白俄罗斯并入苏联，第二次世界大战后立陶宛并入苏联）的一部分。
1991年12月20日，立陶宛最高議會承认白俄罗斯的独立，七天后，白俄罗斯也承认立陶宛的独立。1992年12月30日，两国在明斯克签署了一项建立外交关系的协定。白俄罗斯和立陶宛的边界是根据1995年2月的一项条约确定的，2007年完成了边界的地面划分。白俄罗斯总统卢卡申科曾于1995年和2009年9月两次对立陶宛进行正式访问。2010年10月27日，立陶宛总统格里包斯凯特成为首位访问白俄罗斯首都明斯克的立陶宛国家元首，也是第二位访问白俄罗斯的欧盟成员国领导人（第一位是意大利总理贝卢斯科尼）。2020年4月，立陶宛总统吉塔纳斯·瑙塞达和卢卡申科进行了10年来的第一次私人对话。2019年5月，立陶宛前总统、欧洲议会议员罗兰达斯·帕克萨斯首次以官方身份访问白俄罗斯，讨论稳定波罗的海军事政治局势的建议。

### 两国关系的裂痕
白俄罗斯庇护立陶宛政变领导人弗拉基米尔·乌斯霍普奇克，立陶宛庇护白俄罗斯反对派人士。立陶宛曾试图鼓励白俄罗斯领导层以欧洲为导向，并寻求贸易协定和执法机构之间的合作。白俄罗斯人权活动人士比亚利亚茨基因共享信息而被捕，这导致欧洲对两国进行谴责。
立陶宛一直直言不讳地批评建造在立陶宛首都维尔纽斯附近的阿斯特拉维茨核电站。2019年2月7日，《埃斯波公约》缔约方会议裁定，白俄罗斯为其核电站选择建筑地点违反了公约。
在卢卡申科政府镇压了备受争议的2020年白俄罗斯总统选举造成的抗议之后，白俄罗斯反对派候选人斯维亚特兰塔·齐哈努斯卡亚逃到了立陶宛。8月12日，由于卢卡申科镇压抗议活动，立陶宛出于人道主义目的向所有白俄罗斯人开放了边界。两天后，也就是8月14日，立陶宛成为第一个公开反对亚历山大·卢卡申科作为白俄罗斯总统的合法性的欧盟国家。立陶宛总统吉塔纳斯·瑙塞达说：“我们不能说卢卡申科是合法的，因为白俄罗斯没有自由民主选举。”
在2021年5月23日发生的瑞安航空4978号班机事件中，白俄罗斯官员逮捕了两名乘客，他们是反对派活动人士兼记者罗曼·普罗塔塞维奇和他的女友索菲亚·萨佩加，两国关系进一步恶化。立陶宛议会于2021年5月25日宣布禁止所有返立陶宛的航班飞越白俄罗斯领空。
2021年6月，立陶宛官员声称，白俄罗斯当局可能通过组织难民团体并帮助他们越过白俄罗斯-立陶宛边境，鼓励从伊拉克和叙利亚到立陶宛的非法移民。白俄罗斯的国有旅游公司特森库尔特被列为非法移民的蛇头之一。来自巴格达和伊斯坦布尔的一些大型飞机曾降落在明斯克机场，机上满载的很可能是非法移民。白俄罗斯的独立记者检查了机场，声称大部分来自伊拉克和土耳其的乘客年龄在30-50岁之间，他们受到了两家旅行社的接待。据猜测，白俄罗斯官方可能出于政治原因支持非法移徙。
据报道，白俄罗斯是立陶宛非法走私香烟的主要来源（93%）。
2024年12月19日，立陶宛议会通过法律修正案，将被列入立陶宛政府旅游禁令的国家公民范围中，拥有白俄罗斯国籍的人禁止在立陶宛武装部队中服役，也不得参与任何形式的志愿兵役和义务兵役，而还在军队服役，并拥有白俄罗斯国籍的人将不再服兵役。

## 常驻外交使团
- 白俄罗斯在维尔纽斯设有大使馆。

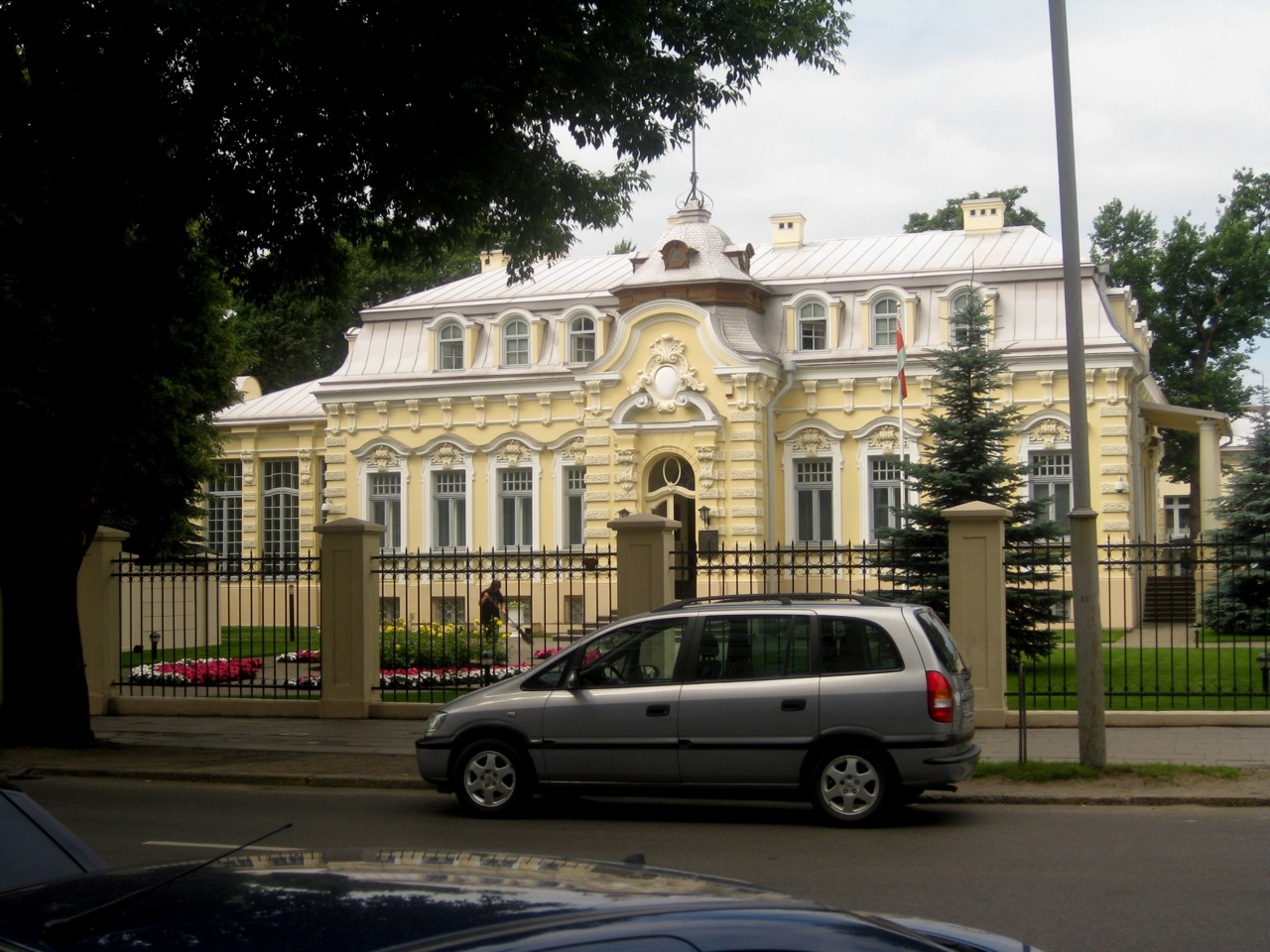
白俄罗斯驻维尔纽斯大使馆

- 立陶宛在明斯克设有大使馆，在格罗德诺设有总领事馆。

## 另見
- 柏康理亚